# 內鬚真巨口魚
內鬚真巨口魚（学名：Eustomias enbarbatus）为輻鰭魚綱巨口鱼目巨口鱼科的其中一種。分布於全球三大洋海域，為深海魚類，棲息深度0-800公尺，體長可達21.4公分。

## 扩展阅读
維基物種上的相關：內鬚真巨口魚